# Ischnomera abdominalis
Ischnomera abdominalis — вид жуков-узкокрылок.

## Распространение
Встречается на северо-востоке Китая, но возможно также встречается в Южном Приморье, Японии и на Сахалине.

## Описание
Жук в длину достигает 6,3-7,7 мм. Переднеспинка обычно тёмная. Надкрылья металлически-синие, сине-зелёные, чёрно-синие или с хорошо выраженным металлическим отблеском.